# 加拉鎮區 (阿肯色州波普縣)
加拉鎮區（英語：Galla Township）是位於美國阿肯色州波普縣的一個行政鎮區。

## 地方資料
根據2010年美國人口普查的數據，加拉鎮區的面積為107.70平方千米，當中陸地面積為103.70平方千米，而水域面積為4.00平方千米。當地共有人口4681人，而人口密度為每平方千米43人。